# Вил Хачер
Вилијам Хачер (енгл. William Hatcher; Флинт, Мичиген, 8. август 1984) је амерички кошаркаш. Игра на позицији плејмејкера.

## Каријера
Хачер је колеџ каријеру провео на универзитету Мајами из Охаја од 2002. до 2006. године. Изашао је на НБА драфт 2006. али није изабран. Професионалну каријеру је почео у Немачкој где је играо за друголигаша Драгонс Рондорф. На 30 утакмица у дресу немачког клуба бележио је просечно 18 поена по мечу. Следећа станица му је била Румунија где је играо за Сибију. Ту је у сезони 2007/08. на 20 утакмица првенства Румуније бележио просечно 16,3 поена по мечу.
У лето 2008. одлази у Чешку и постаје члан Дјечина. Са њима се задржава наредне три сезоне и бележи око 15 поена просечно по мечу. Сезону 2011/12. почиње у екипи Керавноса и са њима осваја свој први трофеј у каријери - Куп Кипра. У априлу 2012. се прикључио екипи Хапоел Гилбоа Галила и са њима провео остатак те сезоне. У сезони 2012/13. играо је за ПАОК где је бележио просечно 10 поена по мечу у првенству Грчке. Наредну сезону је био члан Ле Авра где је на 30 утакмица француске Про А лиге бележио просечно 12,2 поена по мечу.
Сезону 2014/15. проводи у белгијској екипи Спиру Шарлроа. Са њима је поред првенства Белгије играо и у Еврокупу а укупно је у оба такмичења бележио просечно 7 поена по мечу. За сезону 2015/16. вратио се у свој бивши клуб ПАОК. Са њима је поред домаћег првенства играо и у Еврокупу где је бележио 13,8 поена по мечу.

### Партизан
Хечер је 1. августа 2016. потписао једногодишњи уговор са Партизаном. Хечер је одлично почео сезону. Дебитовао је за Партизан 1. октобра и био најефикаснији играч са 11 поена у својој екипи у победи Партизана од 58:57 над Морнаром у Бару. 10. јануара Хечер је кошем уз звук сирене донео победу Партизану (65:63) на гостовању против свог бившег клуба, Шарлрое у Лиги шампиона. Хечеров потез је проглашен за најбољи потез кола у Лиги шампиона. 5. фебруара Хечер је са 20 поена и 5 асистенција био најефикаснији играч у дербију против Црвене звезде (86:81 победа Партизана). Три дана касније, Хечер је одиграо своју најбољу утакмицу сезоне, када је у победи (76:74) на гостовању против ПАОК-а у плеј-офу Лиге шампионе постигао 27 поена . У фебруару, пред Куп Радивоја Кораћа Хечер и још неколико саиграча је отровано храном. Хечер је пропустио Куп и неколико утакмица у Јадранској лиги. Хечер је одиграо своју најбољу утакмицу у Јадранској лиги 25. марта када је Цедевити убацио 23 поена у другој утакмици плеј-офа. Хечер је на тој утакмици постигао победоносни кош две секунде пре краја утакмице. У Јадранској лиги је на 26 одиграних утакмица бележио просечно 15,4 поена, 1,6 скокова и 3,9 асистенција. Такође је пружао сјајне партије у Лиги шампиона где је бележио просечно 13,1 поен, 2 скока и 4,2 асистенција на 14 одиграних утакмица. Изабран је у другу поставу идеалног тима овог такмичења.

## Успеси

### Клупски
- Керавнос:
  - Куп Кипра (1) : 2012.

### Појединачни
- Идеални тим ФИБА Лиге шампиона — друга постава (1): 2016/17.
- Учесник Ол-стар утакмице Првенства Румуније (1): 2008.